# Vòng đấu loại trực tiếp Cúp AFC 2023–24
Vòng đấu loại trực tiếp Cúp AFC 2023–24 sẽ diễn ra từ ngày 12 tháng 2 đến ngày 5 tháng 5 năm 2024. Tổng cộng 11 đội tham dự vòng đấu loại trực tiếp để tìm ra nhà vô địch của Cúp AFC 2023–24.

## Các đội đủ điều kiện
Các đội đã vượt qua vòng bảng:
- Ba đội nhất bảng và đội nhì bảng có thành tích tốt nhất khu vực Tây Á (Bảng A–C) và khu vực Đông Nam Á (Bảng F–H) lọt vào bán kết khu vực.
- Ba đội nhất bảng ở khu vực Nam Á (Bảng D), khu vực Trung Á (Bảng E) và khu vực Đông Á (Bảng I) lọt vào bán kết liên khu vực.

| Chú thích                            |
| ------------------------------------ |
| Các đội lọt vào Bán kết liên khu vực |
| Các đội lọt vào Bán kết khu vực      |

| Khu vực            | Bảng | Nhất bảng              | Nhì bảng xuất sắc nhất |
| ------------------ | ---- | ---------------------- | ---------------------- |
| Khu vực Tây Á      | A    | Al-Nahda               | Al-Ahed                |
| Khu vực Tây Á      | B    | Al-Kahrabaa            | —                      |
| Khu vực Tây Á      | C    | Al-Riffa               | —                      |
| Khu vực Nam Á      | D    | Odisha                 | —                      |
| Khu vực Trung Á    | E    | Abdysh-Ata Kant        | —                      |
| Khu vực Đông Nam Á | F    | Macarthur              | Phnom Penh Crown       |
| Khu vực Đông Nam Á | G    | Central Coast Mariners | —                      |
| Khu vực Đông Nam Á | H    | Sabah                  | —                      |
| Khu vực Đông Á     | I    | Đài Trung Futuro       | —                      |

## Thể thức
Ở vòng đấu loại trực tiếp, 11 đội sẽ thi đấu loại trực tiếp. Mỗi cặp đấu sẽ diễn ra theo thể thức hai lượt trên sân nhà và sân khách, trừ vòng bán kết, chung kết khu vực Đông Nam Á và trận chung kết tổng chỉ thi đấu một trận. Hiệp phụ và loạt sút luân lưu sẽ được sử dụng để quyết định đội thắng cuộc nếu cần thiết. Luật bàn thắng sân khách đã bị AFC loại bỏ khỏi tất cả các giải đấu cấp câu lạc bộ của AFC kể từ mùa giải 2023–24 (Quy định Điều 11.3).
Lễ bốc thăm chung kết khu vực và bán kết liên khu vực được tổ chức vào lúc 14:00 MYT (UTC+8) ngày 28 tháng 12 năm 2023 tại Tòa nhà AFC ở Kuala Lumpur, Malaysia.

| Khu vực Tây Á (Danh sách cặp đấu và thứ tự các lượt đấu được xác định dựa trên danh tính đội nhì bảng có thành tích tốt nhất: đội thứ nhất làm chủ nhà trận lượt đi, đội thứ hai làm chủ nhà trận lượt về) - Nếu đội nhì bảng có thành tích tốt nhất là đội nhì bảng A - WSF1: Đội nhất bảng C vs. Đội nhất bảng A - WSF2: Đội nhì bảng A vs. Đội nhất bảng B - Nếu đội nhì bảng có thành tích tốt nhất là đội nhì bảng B - WSF1: Đội nhất bảng A vs. Đội nhất bảng B - WSF2: Đội nhì bảng B vs. Đội nhất bảng C - Nếu đội nhì bảng có thành tích tốt nhất là đội nhì bảng C - WSF1: Đội nhất bảng B vs. Đội nhất bảng C - WSF2: Đội nhì bảng C vs. Đội nhất bảng A | Khu vực Đông Nam Á (Danh sách cặp đấu và chủ nhà các cặp đấu được xác định dựa trên danh tính đội nhì bảng có thành tích tốt nhất) - Nếu đội nhì bảng có thành tích tốt nhất là đội nhì bảng F - ASF1: Đội nhất bảng F vs. Đội nhất bảng H - ASF2: Đội nhất bảng G vs. Đội nhì bảng F - Nếu đội nhì bảng có thành tích tốt nhất là đội nhì bảng G - ASF1: Đội nhất bảng G vs. Đội nhất bảng F - ASF2: Đội nhất bảng H vs. Đội nhì bảng G - Nếu đội nhì bảng có thành tích tốt nhất là đội nhì bảng H - ASF1: Đội nhất bảng H vs. Đội nhất bảng G - ASF2: Đội nhất bảng F vs. Đội nhì bảng H |

| Khu vực Tây Á - WF: Thắng WSF1 vs. Thắng WSF2 | Khu vực Đông Nam Á - AF: Thắng ASF1 vs. Thắng ASF2 |

| - IZSF1 | - IZSF2 |

## Lịch thi đấu
Dưới đây là lịch thi đấu của mỗi vòng.
| Giai đoạn                | Vòng                   | Lượt đấu       | Ngày bốc thăm        | Khu vực Tây Á          | Khu vực Nam Á          | Khu vực Trung Á        | Khu vực Đông Nam Á     | Khu vực Đông Á         |
| ------------------------ | ---------------------- | -------------- | -------------------- | ---------------------- | ---------------------- | ---------------------- | ---------------------- | ---------------------- |
| Giai đoạn loại trực tiếp | Bán kết khu vực        | Lượt đi        | 28 tháng 12 năm 2023 | 12–13 tháng 2 năm 2024 | Không thi đấu          | Không thi đấu          | 12–13 tháng 2 năm 2024 | Không thi đấu          |
| Giai đoạn loại trực tiếp | Bán kết khu vực        | Lượt về        | 28 tháng 12 năm 2023 | 19–20 tháng 2 năm 2024 | Không thi đấu          | Không thi đấu          | 12–13 tháng 2 năm 2024 | Không thi đấu          |
| Giai đoạn loại trực tiếp | Chung kết khu vực      | Lượt đi        | 28 tháng 12 năm 2023 | 16 tháng 4 năm 2024    | Không thi đấu          | Không thi đấu          | 22 tháng 2 năm 2024    | Không thi đấu          |
| Giai đoạn loại trực tiếp | Chung kết khu vực      | Lượt về        | 28 tháng 12 năm 2023 | 23 tháng 4 năm 2024    | Không thi đấu          | Không thi đấu          | 22 tháng 2 năm 2024    | Không thi đấu          |
| Giai đoạn loại trực tiếp | Bán kết liên khu vực   | Lượt đi        | 28 tháng 12 năm 2023 | Không thi đấu          | 6–7 tháng 3 năm 2024   | 6–7 tháng 3 năm 2024   | 6–7 tháng 3 năm 2024   | 6–7 tháng 3 năm 2024   |
| Giai đoạn loại trực tiếp | Bán kết liên khu vực   | Lượt về        | 28 tháng 12 năm 2023 | Không thi đấu          | 13–14 tháng 3 năm 2024 | 13–14 tháng 3 năm 2024 | 13–14 tháng 3 năm 2024 | 13–14 tháng 3 năm 2024 |
| Giai đoạn loại trực tiếp | Chung kết liên khu vực | Lượt đi        | 28 tháng 12 năm 2023 | Không thi đấu          | 17 tháng 4 năm 2024    | 17 tháng 4 năm 2024    | 17 tháng 4 năm 2024    | 17 tháng 4 năm 2024    |
| Giai đoạn loại trực tiếp | Chung kết liên khu vực | Lượt về        | 28 tháng 12 năm 2023 | Không thi đấu          | 24 tháng 4 năm 2024    | 24 tháng 4 năm 2024    | 24 tháng 4 năm 2024    | 24 tháng 4 năm 2024    |
| Giai đoạn loại trực tiếp | Chung kết tổng         | Chung kết tổng | 28 tháng 12 năm 2023 | 5 tháng 5 năm 2024     | 5 tháng 5 năm 2024     | 5 tháng 5 năm 2024     | 5 tháng 5 năm 2024     | 5 tháng 5 năm 2024     |

## Sơ đồ
|  |                        |                        |                        |                        |                  |                  |   |                                 |                                 |                                 |                                 |                   |   |                        |                        |                        |                        |                        |                      |   |   |                        |                        |                        |                        |                        |  |  |                |                |                |
|  | Bán kết khu vực        | Bán kết khu vực        | Bán kết khu vực        | Bán kết khu vực        | Bán kết khu vực  |                  |   | Chung kết khu vực               | Chung kết khu vực               | Chung kết khu vực               | Chung kết khu vực               | Chung kết khu vực |   |                        | Bán kết liên khu vực   | Bán kết liên khu vực   | Bán kết liên khu vực   | Bán kết liên khu vực   | Bán kết liên khu vực |   |   | Chung kết liên khu vực | Chung kết liên khu vực | Chung kết liên khu vực | Chung kết liên khu vực | Chung kết liên khu vực |  |  | Chung kết tổng | Chung kết tổng | Chung kết tổng |
|  | Bán kết khu vực        | Bán kết khu vực        | Bán kết khu vực        | Bán kết khu vực        | Bán kết khu vực  |                  |   | Chung kết khu vực               | Chung kết khu vực               | Chung kết khu vực               | Chung kết khu vực               | Chung kết khu vực |   |                        | Bán kết liên khu vực   | Bán kết liên khu vực   | Bán kết liên khu vực   | Bán kết liên khu vực   | Bán kết liên khu vực |   |   | Chung kết liên khu vực | Chung kết liên khu vực | Chung kết liên khu vực | Chung kết liên khu vực | Chung kết liên khu vực |  |  | Chung kết tổng | Chung kết tổng | Chung kết tổng |
|  |                        |                        |                        |                        |                  |                  |   |                                 |                                 |                                 |                                 |                   |   |                        |                        |                        |                        |                        |                      |   |   |                        |                        |                        |                        |                        |  |  |                |                |                |
|  |                        |                        |                        |                        |                  |                  |   |                                 |                                 |                                 |                                 |                   |   |                        |                        |                        |                        |                        |                      |   |   |                        |                        |                        |                        |                        |  |  |                |                |                |
|  | Al-Riffa               | Al-Riffa               | 1                      | 1                      | 2                |                  |   |                                 |                                 |                                 |                                 |                   |   |                        |                        |                        |                        |                        |                      |   |   |                        |                        |                        |                        |                        |  |  |                |                |                |
|  | Al-Riffa               | Al-Riffa               | 1                      | 1                      | 2                |                  |   |                                 |                                 |                                 |                                 |                   |   |                        |                        |                        |                        |                        |                      |   |   |                        |                        |                        |                        |                        |  |  |                |                |                |
|  | Al-Nahda (s.h.p.)      | Al-Nahda (s.h.p.)      | 1                      | 3                      | 4                |                  |   |                                 |                                 |                                 |                                 |                   |   |                        |                        |                        |                        |                        |                      |   |   |                        |                        |                        |                        |                        |  |  |                |                |                |
|  | Al-Nahda (s.h.p.)      | Al-Nahda (s.h.p.)      | 1                      | 3                      | 4                |                  |   | Al-Nahda                        | Al-Nahda                        | 0                               | 2                               | 2                 |   |                        |                        |                        |                        |                        |                      |   |   |                        |                        |                        |                        |                        |  |  |                |                |                |
|  |                        |                        |                        |                        |                  |                  |   | Al-Nahda                        | Al-Nahda                        | 0                               | 2                               | 2                 |   |                        |                        |                        |                        |                        |                      |   |   |                        |                        |                        |                        |                        |  |  |                |                |                |
|  | Al-Ahed (p)            | Al-Ahed (p)            | 0                      | 1                      | 1 (4)            |                  |   | Al-Ahed                         | Al-Ahed                         | 1                               | 2                               | 3                 |   |                        |                        |                        |                        |                        |                      |   |   |                        |                        |                        |                        |                        |  |  |                |                |                |
|  | Al-Ahed (p)            | Al-Ahed (p)            | 0                      | 1                      | 1 (4)            |                  |   | Al-Ahed                         | Al-Ahed                         | 1                               | 2                               | 3                 |   |                        |                        |                        |                        |                        |                      |   |   |                        |                        |                        |                        |                        |  |  |                |                |                |
|  | Al-Kahrabaa            | Al-Kahrabaa            | 1                      | 0                      | 1 (2)            |                  |   |                                 |                                 |                                 |                                 |                   |   |                        |                        |                        |                        |                        |                      |   |   |                        |                        |                        |                        |                        |  |  |                |                |                |
|  | Al-Kahrabaa            | Al-Kahrabaa            | 1                      | 0                      | 1 (2)            |                  |   |                                 |                                 |                                 |                                 |                   |   |                        |                        |                        |                        |                        |                      |   |   |                        |                        |                        |                        |                        |  |  |                |                |                |
|  |                        |                        |                        |                        |                  |                  |   |                                 |                                 |                                 |                                 |                   |   |                        |                        |                        |                        |                        |                      |   |   |                        |                        |                        |                        |                        |  |  |                |                |                |
|  |                        |                        |                        |                        |                  |                  |   |                                 |                                 |                                 |                                 |                   |   |                        |                        |                        |                        |                        |                      |   |   |                        |                        |                        |                        |                        |  |  |                |                |                |
|  |                        |                        |                        |                        |                  |                  |   |                                 |                                 |                                 |                                 |                   |   |                        |                        |                        |                        |                        |                      |   |   |                        |                        |                        |                        |                        |  |  |                |                |                |
|  |                        |                        |                        |                        |                  |                  |   |                                 |                                 |                                 |                                 |                   |   |                        |                        |                        |                        |                        |                      |   |   |                        |                        |                        |                        |                        |  |  |                |                |                |
|  |                        |                        |                        |                        |                  |                  |   |                                 |                                 |                                 |                                 |                   |   | Al-Ahed                | Al-Ahed                | 0                      |                        |                        |                      |   |   |                        |                        |                        |                        |                        |  |  |                |                |                |
|  |                        |                        |                        |                        |                  |                  |   |                                 |                                 |                                 |                                 |                   |   | Al-Ahed                | Al-Ahed                | 0                      |                        |                        |                      |   |   |                        |                        |                        |                        |                        |  |  |                |                |                |
|  |                        |                        |                        |                        | Abdysh-Ata Kant  | Abdysh-Ata Kant  | 5 | 3                               | 8                               |                                 |                                 |                   |   | Central Coast Mariners | Central Coast Mariners | 1                      |                        |                        |                      |   |   |                        |                        |                        |                        |                        |  |  |                |                |                |
|  |                        |                        |                        |                        | Abdysh-Ata Kant  | Abdysh-Ata Kant  | 5 | 3                               | 8                               |                                 |                                 |                   |   |                        |                        |                        |                        |                        |                      |   |   |                        |                        |                        |                        |                        |  |  |                |                |                |
|  |                        |                        |                        |                        | Đài Trung Futuro | Đài Trung Futuro | 0 | 1                               | 1                               |                                 |                                 |                   |   |                        |                        |                        |                        |                        |                      |   |   |                        |                        |                        |                        |                        |  |  |                |                |                |
|  |                        |                        |                        |                        | Đài Trung Futuro | Đài Trung Futuro | 0 | 1                               | 1                               |                                 |                                 |                   |   |                        |                        |                        |                        |                        |                      |   |   |                        |                        |                        |                        |                        |  |  |                |                |                |
|  |                        |                        |                        |                        |                  |                  |   |                                 |                                 |                                 |                                 |                   |   |                        |                        |                        |                        |                        |                      |   |   |                        |                        |                        |                        |                        |  |  |                |                |                |
|  |                        |                        |                        |                        |                  |                  |   |                                 |                                 |                                 |                                 |                   |   |                        |                        |                        |                        |                        |                      |   |   |                        |                        |                        |                        |                        |  |  |                |                |                |
|  | Macarthur              | Macarthur              | Macarthur              | Macarthur              | 3                |                  |   |                                 |                                 |                                 |                                 |                   |   |                        |                        |                        |                        |                        |                      |   |   |                        |                        |                        |                        |                        |  |  |                |                |                |
|  | Macarthur              | Macarthur              | Macarthur              | Macarthur              | 3                |                  |   |                                 |                                 |                                 |                                 |                   |   |                        |                        |                        | Abdysh-Ata Kant        | Abdysh-Ata Kant        | 1                    | 0 | 1 |                        |                        |                        |                        |                        |  |  |                |                |                |
|  | Sabah                  | Sabah                  | Sabah                  | Sabah                  | 0                |                  |   |                                 |                                 |                                 |                                 |                   |   |                        |                        |                        | Abdysh-Ata Kant        | Abdysh-Ata Kant        | 1                    | 0 | 1 |                        |                        |                        |                        |                        |  |  |                |                |                |
|  | Sabah                  | Sabah                  | Sabah                  | Sabah                  | 0                |                  |   | Macarthur                       | Macarthur                       | Macarthur                       | Macarthur                       | 2                 |   |                        |                        |                        | Central Coast Mariners | Central Coast Mariners | 1                    | 3 | 4 |                        |                        |                        |                        |                        |  |  |                |                |                |
|  |                        |                        |                        |                        |                  |                  |   | Macarthur                       | Macarthur                       | Macarthur                       | Macarthur                       | 2                 |   |                        |                        |                        |                        |                        |                      | 3 | 4 |                        |                        |                        |                        |                        |  |  |                |                |                |
|  | Central Coast Mariners | Central Coast Mariners | Central Coast Mariners | Central Coast Mariners | 4                |                  |   | Central Coast Mariners (s.h.p.) | Central Coast Mariners (s.h.p.) | Central Coast Mariners (s.h.p.) | Central Coast Mariners (s.h.p.) | 3                 |   |                        |                        |                        |                        |                        |                      |   |   |                        |                        |                        |                        |                        |  |  |                |                |                |
|  | Central Coast Mariners | Central Coast Mariners | Central Coast Mariners | Central Coast Mariners | 4                |                  |   | Central Coast Mariners (s.h.p.) | Central Coast Mariners (s.h.p.) | Central Coast Mariners (s.h.p.) | Central Coast Mariners (s.h.p.) | 3                 |   |                        |                        |                        |                        |                        |                      |   |   |                        |                        |                        |                        |                        |  |  |                |                |                |
|  | Phnom Penh Crown       | Phnom Penh Crown       | Phnom Penh Crown       | Phnom Penh Crown       | 0                |                  |   |                                 |                                 |                                 |                                 |                   |   |                        | Central Coast Mariners | Central Coast Mariners | 4                      | 0                      | 4                    |   |   |                        |                        |                        |                        |                        |  |  |                |                |                |
|  | Phnom Penh Crown       | Phnom Penh Crown       | Phnom Penh Crown       | Phnom Penh Crown       | 0                |                  |   |                                 |                                 |                                 |                                 |                   |   |                        | Central Coast Mariners | Central Coast Mariners | 4                      | 0                      | 4                    |   |   |                        |                        |                        |                        |                        |  |  |                |                |                |
|  |                        |                        |                        |                        |                  |                  |   |                                 |                                 | Odisha                          | Odisha                          | 0                 | 0 | 0                      |                        |                        |                        |                        |                      |   |   |                        |                        |                        |                        |                        |  |  |                |                |                |
|  |                        |                        |                        |                        |                  |                  |   |                                 |                                 | Odisha                          | Odisha                          | 0                 | 0 | 0                      |                        |                        |                        |                        |                      |   |   |                        |                        |                        |                        |                        |  |  |                |                |                |

## Bán kết khu vực

### Tóm tắt
Ở bán kết khu vực, bốn đội thuộc khu vực Tây Á (Bảng A–C) sẽ thi đấu hai lượt trận và bốn đội thuộc khu vực Đông Nam Á (Bảng F–H) sẽ thi đấu một lượt trận. Các trận đấu và thứ tự các lượt đấu được xác định thông qua bốc thăm vòng bảng và danh tính đội nhì bảng có thành tích tốt nhất.
| Đội 1    | TTS         | Đội 2       | Lượt đi | Lượt về      |
| -------- | ----------- | ----------- | ------- | ------------ |
| Al-Riffa | 2–4         | Al-Nahda    | 1–1     | 1–3 (s.h.p.) |
| Al-Ahed  | 1–1 (4–2 p) | Al-Kahrabaa | 0–1     | 1–0 (s.h.p.) |

| Đội 1                  | Tỉ số | Đội 2            |
| ---------------------- | ----- | ---------------- |
| Macarthur              | 3–0   | Sabah            |
| Central Coast Mariners | 4–0   | Phnom Penh Crown |

### Khu vực Tây Á
| Al-Riffa    | 1–1      | Al-Nahda  |
| ----------- | -------- | --------- |
| - Haram 62' | Chi tiết | - Gui 77' |

| Al-Nahda                                    | 3–1 (s.h.p.) | Al-Riffa  |
| ------------------------------------------- | ------------ | --------- |
| - Bwalya 59' - Al-Saadi 94' - Al-Sabhi 107' | Chi tiết     | - Isa 33' |

Al-Nahda thắng với tổng tỉ số 4–2.
| Al-Ahed | 0–1      | Al-Kahrabaa  |
| ------- | -------- | ------------ |
|         | Chi tiết | - Midani 20' |

| Al-Kahrabaa                            | 0–1 (s.h.p.) | Al-Ahed                                          |
| -------------------------------------- | ------------ | ------------------------------------------------ |
|                                        | Chi tiết     | - Erwin 85'                                      |
| Loạt sút luân lưu                      |              |                                                  |
| - Abdulameer - Salim - Khalil - Midani | 2–4          | - Darwich - Haidar - Zein - Michel Melki - Matar |

Tổng tỉ số sau hai lượt trận là 1–1. Al-Ahed thắng 4–2 trong loạt sút luân lưu.

### Khu vực Đông Nam Á
| Macarthur                    | 3–0      | Sabah |
| ---------------------------- | -------- | ----- |
| - Dávila 40' - Drew 46', 80' | Chi tiết |       |

| Central Coast Mariners                 | 4–0      | Phnom Penh Crown |
| -------------------------------------- | -------- | ---------------- |
| - Reec 37' - Edmondson 72', 78', 90+4' | Chi tiết |                  |

## Chung kết khu vực

### Tóm tắt
Ở chung kết khu vực, hai đội thắng hai cặp bán kết khu vực Tây Á sẽ đối đầu với nhau, thứ tự các lượt đấu được xác định thông qua bốc thăm. Hai đội thắng hai cặp bán kết khu vực Đông Nam Á sẽ đối đầu với nhau, đội chủ nhà được xác định thông qua bốc thăm. Đội thắng chung kết khu vực Tây Á sẽ lọt vào chung kết tổng, còn đội thắng chung kết khu vực Đông Nam Á sẽ lọt vào bán kết liên khu vực.
| Đội 1   | TTS | Đội 2    | Lượt đi | Lượt về |
| ------- | --- | -------- | ------- | ------- |
| Al-Ahed | 3–2 | Al-Nahda | 1–0     | 2–2     |

| Đội 1     | Tỉ số | Đội 2                  |
| --------- | ----- | ---------------------- |
| Macarthur | 2–3   | Central Coast Mariners |

### Khu vực Tây Á
| Al-Ahed         | 1–0      | Al-Nahda |
| --------------- | -------- | -------- |
| - Al Hallak 46' | Chi tiết |          |

| Al-Nahda                     | 2–2      | Al-Ahed          |
| ---------------------------- | -------- | ---------------- |
| - Al-Maliki 53' - Bwalya 89' | Chi tiết | - Erwin 82', 87' |

### Khu vực Đông Nam Á
| Macarthur               | 2–3 (s.h.p.) | Central Coast Mariners                      |
| ----------------------- | ------------ | ------------------------------------------- |
| - Dávila 88' - Rose 92' | Chi tiết     | - Torres 81' - Doka 105+3' - Barcellos 120' |

## Bán kết liên khu vực

### Tóm tắt
Ở bán kết liên khu vực, bốn đội nhất các khu vực Nam Á (Bảng D), Trung Á (Bảng E), Đông Á (Bảng I) và Đông Nam Á sẽ thi đấu hai lượt trận. Các trận đấu và thứ tự các lượt đấu sẽ được xác định bằng hình thức bốc thăm.
| Đội 1                  | TTS | Đội 2            | Lượt đi | Lượt về |
| ---------------------- | --- | ---------------- | ------- | ------- |
| Abdysh-Ata Kant        | 8–1 | Đài Trung Futuro | 5–0     | 3–1     |
| Central Coast Mariners | 4–0 | Odisha           | 4–0     | 0–0     |

### Các trận đấu
| Abdysh-Ata Kant                                                                   | 5–0      | Đài Trung Futuro |
| --------------------------------------------------------------------------------- | -------- | ---------------- |
| - Zhyrgalbek 14' - Batyrkanov 45+1' - Uzdenov 85' - Akhmataliev 87' - Çaryýew 90' | Chi tiết |                  |

| Đài Trung Futuro | 1–3 | Abdysh-Ata Kant                               |
| ---------------- | --- | --------------------------------------------- |
| - Estama 2'      |     | - Musabekov 60' - Uzdenov 63' - Sarykbaev 81' |

Abdysh-Ata Kant thắng với tổng tỉ số 8–1.
| Central Coast Mariners                             | 4–0      | Odisha |
| -------------------------------------------------- | -------- | ------ |
| - Doka 36', 77' (ph.đ.) - Roux 52' - Barcellos 89' | Chi tiết |        |

| Odisha | 0–0      | Central Coast Mariners |
| ------ | -------- | ---------------------- |
|        | Chi tiết |                        |

Central Coast Mariners thắng với tổng tỉ số 4–0.

## Chung kết liên khu vực

### Tóm tắt
Ở chung kết liên khu vực, hai đội thắng hai cặp bán kết liên khu vực sẽ đối đầu với nhau, thứ tự các lượt đấu được xác định thông qua bốc thăm bán kết liên khu vực. Đội thắng chung kết liên khu vực sẽ lọt vào chung kết tổng.
| Đội 1           | TTS | Đội 2                  | Lượt đi | Lượt về |
| --------------- | --- | ---------------------- | ------- | ------- |
| Abdysh-Ata Kant | 1–4 | Central Coast Mariners | 1–1     | 0–3     |

### Các trận đấu
| Abdysh-Ata Kant | 1–1      | Central Coast Mariners |
| --------------- | -------- | ---------------------- |
| - Uzdenov 90+3' | Chi tiết | - Kaltak 81'           |

| Central Coast Mariners           | 3–0      | Abdysh-Ata Kant |
| -------------------------------- | -------- | --------------- |
| - Di Pizio 77', 90+1' - Doka 86' | Chi tiết |                 |

Central Coast Mariners thắng với tổng tỉ số 4–1.

## Chung kết tổng
Ở trận chung kết tổng, đội thắng chung kết khu vực Tây Á và đội thắng chung kết liên khu vực sẽ đối đầu với nhau, đội chủ nhà là đội thắng chung kết khu vực Tây Á.
| Al-Ahed | 0–1      | Central Coast Mariners |
| ------- | -------- | ---------------------- |
|         | Chi tiết | - Kuol 84'             |